# Giuseppe Zucca
Giuseppe Zucca (Messina, 1887 - Roma, 1959) là một nhà văn và nhà biên kịch người Ý.

## Opera
- Io (1919)
- La piega nei calzoni - stacco qualche pagina gaia dal mio taccuino di guerra (1920)
- Una tovaglia per 24 (1920)
- Il bollettino della bellezza (1920)
- Il morbo della virtù (1922)
- Gas esilaranti - taccuino della guerra burlona (1922)
- Lethe in bottiglia (1923)
- Poesie 1912-1922 (1923)
- Confidenzialmente, discorsi senza pudore (1924)
- Il paese di madreperla (1926)
- L'uovo dell'amazzone (1926)
- I cavalieri del tartufo (1927)
- L'isola degli amici (1928)
- Difficile conversare coi ragni (1957)

## Sự nghiệp điện ảnh

### Biên kịch
- Vecchia guardia, đạo diễn bởi Alessandro Blasetti (1934)
- Aldebaran, đạo diễn bởi Alessandro Blasetti (1935)
- Piccoli naufraghi , đạo diễn bởi Flavio Calzavara (1939)
- Retroscena, đạo diễn bởi Alessandro Blasetti (1939)
- Un'avventura di Salvator Rosa, đạo diễn bởi Alessandro Blasetti (1939)
- Fanfulla da Lodi, đạo diễn bởi Giulio Antamoro e Carlo Duse (1940)
- Ridi pagliaccio, đạo diễn bởi Camillo Mastrocinque (1941)
- Il re d'Inghilterra non paga, đạo diễn bởi Giovacchino Forzano (1941) - non accreditato
- La corona di ferro, đạo diễn bởi Alessandro Blasetti (1941)
- Nozze di sangue, đạo diễn bởi Goffredo Alessandrini (1941)
- Amore imperiale, đạo diễn bởi Aleksandr Aleksandrovič Volkov (1941)
- Fari nella nebbia, đạo diễn bởi Gianni Franciolini (1942)
- Un garibaldino al convento, đạo diễn bởi Vittorio De Sica (1942)
- M.A.S., đạo diễn bởi Romolo Marcellini (1942)
- All'ombra della gloria, đạo diễn bởi Pino Mercanti (1945)
- Malacarne, đạo diễn bởi Pino Mercanti (1946)
- Il principe ribelle, đạo diễn bởi Pino Mercanti (1947)
- I cavalieri dalle maschere nere (I beati paoli), đạo diễn bởi Pino Mercanti (1948)
- Guglielmo Tell, đạo diễn bởi Giorgio Pàstina (1948)[3]
- Sigillo rosso, đạo diễn bởi Flavio Calzavara (1950)
- Altri tempi - Zibaldone n. 1, đạo diễn bởi Alessandro Blasetti (1952)
- Serenata amara, đạo diễn bởi Pino Mercanti (1952)
- La carovana del peccato, đạo diễn bởi Pino Mercanti (1953)
- Gli amori di Manon Lescaut, đạo diễn bởi Mario Costa (1954)
- I cinque dell'Adamello, đạo diễn bởi Pino Mercanti (1954)
- Agguato sul mare, đạo diễn bởi Pino Mercanti (1955)